# Воронежское (Новосибирская область)
Воронежское — упразднённое село в Баганском районе Новосибирской области. На момент упразднения входило в состав Мироновского сельсовета. Исключено из учётных данных в 1980 г.

## География
Располагалось у северного берегу озера Большое Горькое, в 9 км к северо-востоку от села Мироновка.

## История
Основано в 1910 году. В 1928 году посёлок Воронежский состоял из 51 хозяйства. В административном отношении являлся центром Воронежского сельсовета Черно-Курьинского района Славгородского округа Сибирского края.
До 1969 г. в составе Китай-Городского сельсовета (ныне Савкинский).
Упразднёно решением Новосибирского облисполкома от 11.04.1980 г. № 217 в связи с выездом населения.

## Население
В 1926 году в посёлке проживало 245 человек (120 мужчин и 125 женщин), основное население — украинцы.